# United States Fleet Forces Command
United States Fleet Forces Command (USFF), före 2006 United States Atlantic Fleet, är ett militärkommando i USA:s flotta med säte i Norfolk, Virginia. Det tillhandahåller flyg- och sjöstridskrafter åt andra försvarsgrensövergripande militärkommandon, enligt försvarsministerns anvisningar, inklusive United States Northern Command för operationer i Nordamerika och United States Strategic Command för strategiska ubåtar med ballistiska robotar (som United States Naval Forces Strategic Command).
En stor del av förbanden och enheterna i USFF är baserad eller har sin hemmahamn vid Naval Station Norfolk.

## Bakgrund
Atlantflottan grundades 1906, samtidigt som Stillahavsflottan, av USA:s president Theodore Roosevelt som en följd av Spansk-amerikanska kriget och konsolideringen av de nya baser som det innebar i Karibien. Under det kalla kriget hade Atlantflottan en framträdande roll i Kubakrisen 1962 och Inbördeskriget i Dominikanska republiken 1965. Ur Atlantflottan bildades år 2000 U.S. Naval Forces Southern Command som flottans komponent till United States Southern Command.
Från oktober 2001 under Vern Clarks tid som CNO inrättades U.S. Fleet Forces Command parallellt med Atlantflottan med syfte att ge befälhavaren för denne ett helhetsansvar från flottans operativa förband och syfta till ökad effektivitet. Under 2006 upplöstes Atlantflottan som organisation.
I december 2020 meddelade marinministern att USFF kommer att byta tillbaka namnet till Atlantflottan för att återfokusera på det ryska hotet. Namnbytet stoppades dock av Bidenadministrationen för vidare utvärdering. 

## Typkommandon
Typkommandon är uppdelade på vad som kan liknas med truppslag, men används enbart för den interna administrationen och inte som operativa kommandon. Från oktober 2001 är en av befälhavarna i Atlantflottan eller Stillahavsflottan, med viceamirals grad, även ansvarig för helheten och där den andra befälhavaren, med konteramirals grad, för samma typkommando på den andra kusten fungerar som dennes ställföreträdare.
| Symbol | Namn                 | Förkortning | Basering                                               | Funktion        | Ytterligare roll                                                                 | Not |
|        | Naval Air Forces     | NAF         | Naval Air Station North Island, San Diego, Kalifornien | Flygförband     | Innehar även samtidigt rollen som befälhavare för Naval Air Force, Pacific Fleet |     |
|        | Naval Surface Forces | NAVSURFOR   | Naval Amphibious Base Coronado, San Diego, Kalifornien | Ytstridsförband | Innehar även samtidigt rollen som befälhavare för Naval Surface Force Pacific    |     |
|        | Submarine Forces     | SUBFOR      | Naval Support Activity Hampton Roads, Norfolk, Virgina | Ubåtsförband    | Innehar även samtidigt rollen som befälhavare för Submarine Force Atlantic       |     |

### Typkommandon för Atlantförbanden
| Symbol | Namn                          | Förkortning | Basering                                               | Funktion        | Ytterligare roll                           | Not |
|        | Naval Air Force Atlantic      | AIRLANT     | Naval Support Activity Hampton Roads, Norfolk, Virgina | flygförband     |                                            |     |
|        | Naval Surface Forces Atlantic | NAVSURLANT  | Naval Station Norfolk, Norfolk, Virgina                | Ytstridsförband |                                            |     |
|        | Submarine Force Atlantic      | SUBLANT     | Naval Support Activity Hampton Roads, Norfolk, Virgina | ubåtsförband    | Befälhavare för Submarine Forces (se ovan) |     |